# Écuvilly
Écuvilly település Franciaországban, Oise megyében. Lakosainak száma 299 fő (2022. január 1.). Écuvilly Beaulieu-les-Fontaines, Campagne, Candor és Catigny községekkel határos.

## Népesség
A település népességének változása:
| Lakosok száma | 304  | 319  | 312  | 308  | 306  | 303  | 301  | 299  |
|               | 2013 | 2015 | 2017 | 2018 | 2019 | 2020 | 2021 | 2022 |